# Radio City Music Hall
O Radio City Music Hall é uma casa de espectáculos localizada no Rockefeller Center em Nova Iorque. Conhecido como o Local de Espectáculos da Nação, o Radio City Music Hall abriu ao público a 27 de Dezembro de 1932. O teatro é também o local onde se realiza o Radio City Christmas Spectacular, uma tradição do Natal de Nova Iorque desde 1933, e onde actua a equipa de mulheres de dança de precisão conhecida como The Rockettes. O teatro é também usado para vários concertos e eventos especiais.
Desenhado pelo arquitecto Edward Durrell Stone, o interior do Radio City Music Hall, feito por Donald Deskey, incorpora vidro, alumínio, cromado e ornamentação geométrica. Possui 5 933 lugares para espectadores e é também o local onde geralmente se realizam os MTV Video Music Awards.
O local foi designado, em 8 de maio de 1978, um edifício do Registro Nacional de Lugares Históricos.